# Vass Éva
Vass Éva (Budapest, 1933. július 23. – Budapest, 2019. május 12.) kétszeres Jászai Mari-díjas magyar színésznő, érdemes és kiváló művész. Első férje Bán Frigyes Kossuth-díjas filmrendező, második férje Gábor Miklós Kossuth-díjas színművész.

## Életpályája
1952–1954 között az Úttörő Színház, 1954–1956 között pedig a Pécsi Nemzeti Színház tagja volt. 1956–1957-ben a Petőfi Színház és a Jókai Színházban játszott. 1957–1975 között a Madách Színház tagja volt. 1975–1978 között Katona József Színházban játszott. 1978–1983 között a Várszínház, 1983–1991 között pedig a Nemzeti Színház tagja volt. 1991–1994 között a Független Színpad művésze volt. 1994 óta a Budapesti Kamaraszínház tagja volt. Gábor Miklós halála után, 1998-ban visszavonult a színpadtól.
Első filmes szerepe az 1953-ban készült Rákóczi hadnagya című filmben volt, ahol Bíró Annát alakította. 2000-ben alapította a Gábor Miklós-díjat.
2019. június 4-én búcsúztatták a budapesti Farkasréti temetőben. A sírnál a búcsúbeszédet Hirtling István mondta.

## Színházi szerepei
A Színházi adattárban regisztrált bemutatóinak száma (közel): 90; ugyanitt százötvennyolc színházi felvételen is látható.

### Úttörő Színház
- Margarita Aliger: Zója... Vera
- Török Tamás: Az eltüsszentett birodalom... Hajnal
- Borisz Romasov: Mindenkivel megtörténik... Svájcisapkás nő
- Jókai Mór: A kőszívű ember fiai... Liedenwall Edith
- Szabó Pál–Balázs Sándor: Darázsfészek... Hajdú Klári

### Magyar Néphadsereg Színháza
- Balázs Sándor: Érettségi után... Magda

### Pécsi Nemzeti Színház
- Kodolányi János: Végrendelet... Zsuzsi
- William Shakespeare: Rómeó és Júlia... Júlia
- Huszka Jenő–Szilágyi László: Mária főhadnagy... Mária
- Eugène Scribe: Egy pohár víz... Abigail

### Petőfi Színház
- Hubay Miklós: Egyik Európa... Lucy
- Edmond Rostand: A sasfiók... Camerata grófnő

### Békés Megyei Jókai Színház
- Jókai Mór – Johann Strauss: A cigánybáró... Mirabella, Czipra

### Madách Színház
| - Agatha Christie: Eszményi gyilkos... Laura Warwick - Fejes Endre: Vonó Ignác... Virág Tekla - Németh László: Papucshős... Viola - Görgey Gábor: Cápák a kertben... Nő - Williams: Az iguana éjszakája... Hanna - Gibson: Libikóka... Gittel Mosca - Shaw: Candida... Candida a lelkész felesége - George Bernard Shaw: Brassbound kapitány megtérése... Lady Cicely - Hubay Miklós: Késdobálók... Dóra - Szerb Antal: Ex... Marcella - Makszim Gorkij: Kispolgárok... Tatyána - Németh László: Mathiász panzió... Irén - Vészi Endre: Varju doktor... Ági - Fjodor Gladkov: Szilveszter... Ászja - Molière: Tudós nők... Henriette - Molière: Scapin furfangjai... Hyacinte - Bródy Sándor: A medikus... Riza - Beaumarchais: Figaro házassága avagy: Egy bolond nap... Cherubin - Mészöly Dezső: Éva lánya... Johanna - Casona: A fák állva hallnak meg... Szomorúszemű lány - Leonyid Szolovjov–Viktor Vitkovics: Csendháborító... Güldizsán - Arthur Miller: Pillantás a hídról... Catherine | - John Boynton Priestley: Veszélyes forduló... Betty - Friedrich Wolf: Mamlock professzor... Ruth - Vera Fjodorovna Panovna: Búcsú a fehér éjszakától... Nyinka - William Shakespeare: Hamlet, dán királyfi... Ofélia - William Shakespeare: A vihar... Miranda - William Shakespeare: III. Richárd... Lady Anna - Tennessee Williams: A vágy villamosa... Stella - George Bernard Shaw: Tanner John házassága... Anna - Karel Čapek: A rabló... Mirmi - Georg Büchner: Danton halála... Lucile - Szophoklész–Bornemisza Péter: Magyar Elektra... Krizothemis királylány - Bertolt Brecht: Koldusopera... Lucy - Sarkadi Imre: Oszlopos Simeon, avagy: lássuk, Uramisten, mire megyünk... Vincéné, Zsuzsi - Hubay Miklós–Vas István–Ránki György: Egy szerelem három éjszakája... Júlia - Füst Milán: Catullus... Tertullia - Shaw: Olyan szép, hogy nem is lehet igaz... Cicus - Edward Albee: Nem félünk a farkastól... Honey - Makszim Gorkij: Éjjeli menedékhely... Násztya - Peter Shaffer: Black Comedy (Játék a sötétban)... Carol - Gyurkovics Tibor: Estére meghalsz... Maya - Frances Goodrich–Albert Hackett: Anna Frank naplója... Anna Frank |

### Kecskeméti Katona József Színház
- Jean Racine: Berenike... Berenike
- Szakonyi Károly – Gyurkovics Tibor: De ki lesz a gyilkos?... Nagymama
- Csingiz Ajtmatov: Fent a Fudzsijámán... Güldzsám
- Bertolt Brecht: Koldusopera... Kocsma Jenny
- Sarkadi Imre: Oszlopos Simeon, avagy: lássuk, Uramisten, mire megyünk... Mária

### Várszínház
- Genet: Cselédek... Solange
- Füst Milán: Negyedik Henrik király... Bertha
- Enquist: A Tribádok éjszakája... Siri von Essen-Strindberg
- Ödön von Horváth: A végítélet napja... Hudetzné
- Friedrich Dürrenmatt: János király... Eleonóra királyné
- Georges Feydeau: Osztrigás Mici... Petyponné
- Oscar Wilde: Bunbury... Lady Bracknell
- George Bernard Shaw: Sosem lehet tudni... Clandonné
- Barta Lajos: Szerelem... Szalayné
- Johann Wolfgang von Goethe: Tasso... Leonora Sanvitale
- Arthur Miller: Játék az időért... Alma Rosé
- Sławomir Mrożek: Az arckép... Oktawia
- William Shakespeare: IV. Henrik... Sürge asszony
- Eugéne Cormon–Adolphe D'Ennery: A két árva... De Liniéres grófné

### Irodalmi Színpad
- Vészi Endre: Statisztika... Lívia

### Nemzeti Színház
- Molnár Ferenc: Olympia... Eugénia
- Edward Albee: Nem félünk a farkastól... Martha

### Független Színpad
- Szophoklész: Oidipusz király... Iokasté
- Shalom An-Ski: Dybuk... Frade

### Budapesti Kamaraszínház
- Oscar Wilde: Bunbury... Lady Bracknell
- Georges Feydeau: Osztrigás Mici... Petyponné
- William Shakespeare: Lear király... Cordélia

### Szegedi Szabadtéri Játékok
- Friedrich Schiller: Tell Vilmos... Gertrud

## Filmjei
| - Rákóczi hadnagya (1953) – Bíró Anna - Csigalépcső (1957) – Edit - Égi madár (1957) - Álmatlan évek (1959) – Irén - Bogáncs (1959) – Suzanne - Szombattól hétfőig (1959) – Kovács Joli - Vörös tinta (1959) – Kádár Mária - Két emelet boldogság (1960) - Új élet (1960, rövid játékfilm) - Különös tárgyalás (1961, rövid játékfilm) - Nem ér a nevem (1961) – Takács Anna - Lopott boldogság (1962) – Zsuzsi - Egy ember aki nincs (1964) – Dienes Krisztina - Kár a benzinért (1964) – Paál Gabi - Hideg napok (1966) – Edit - A gyilkos a házban van (1970) – Szilágyiné - Hangyaboly (1971) – Magdolna - Színes tintákról álmodom (1980) – Mama - Pá, drágám! (1991) – Irma | - Szoba a hegyen (1961) – Mária - Menekülés a börtönbe (1962) – Moór Klára, egyetemi hallgató - A játékos (1964) – Polina Alekszandrovna - A tenger csendje (1965) – A lány - Vidéki asszonyság (1969) - Véletlenek (1972) – Camilla - Szerelem jutányos áron (1972) - Állomás (1973) – Klára - Átmenő forgalom (1973) – Nő - Fürdés (1974) – Suhajdáné - János király (1975) – Konstancia - Rab ember fiai (1979) - Rettenetes szülők (1981) - Villanyvonat (1983) – Anya - Kismaszat és a Gézengúzok (1984) (hangja: Detre Annamária) - Torquato Tasso (1984) – Leonora Sanvitale, Scandianó grófnője - Az éjszaka vége (1986) – Thérèse - Földnélküli János (1988) - Rizikó (1993) – Nóra Anna |

## Szinkronszerepei
| Év   | Cím                               | Szereplő             | Színész         | Szinkron év |
| ---- | --------------------------------- | -------------------- | --------------- | ----------- |
| 1952 | A Kilimandzsáró hava              | Cynthia Green        | Ava Gardner     | 1971        |
| 1956 | Ők voltak az elsők                | N/A                  | N/A             | 1957        |
| 1956 | Patkányfogó                       | Gervaise Macquart    | Maria Schell    | 1958        |
| 1957 | Fieszta                           | Lady Brett Ashley    | Ava Gardner     | 1972        |
| 1958 | Rendszáma H-8                     | Alma Novák           | Đurđa Ivezić    | 1959        |
| 1959 | Az édes élet                      | Ninni                | Adriana Moneta  | 1972        |
| 1959 | Emberek a hídon                   | N/A                  | N/A             | 1961        |
| 1962 | Jules és Jim (1. magyar szinkron) | Catherine            | Jeanne Moreau   | 1973        |
| 1967 | Az iszákos                        | Magda                | Inge Langen     | 1972        |
| 1970 | Ritka látogató                    | Bella                | Maja Komorowska | 1971        |
| 1970 | Salud, Marija!                    | Marija               | Ada Rogovceva   | 1971        |
| 1971 | Lehetőség                         | Jirina               | Jiřina Třebická | 1973        |
| 1971 | Sátáni ötlet (1. magyar szinkron) | Julia Anna Ackermann | Romy Schneider  | 1971        |

## Hangjátékok
- Dévényi Róbert-Lóránd Lajos: 66 óra (1961)
- Galambosné-Tasnádi: A dippeldorpi lovasok (1961)
- Vészi Endre: A Piros Oroszlán (1962) ...  Viola
- Eötvös József: A molnárleány (1963)
- Jókai Mór: És mégis mozog a föld... (1963)
- Atukagava: A cserjésben (1964)
- Csehov, Anton Pavlovics: Platonov szerelmei (1964)
- Bródy Sándor: Mátyás király házasít (1965)
- Eich, Günther: A viterbói lányok (1965)
- Németh László: Eklézsia-megkövetés (1965)
- Conan Doyle, Arthur: A sátán kutyája (1966)
- Mikszáth Kálmán: Páva a varjúval (1966)
- Szabó Magda: A rab (1966)
- Egri Viktor: Ének a romok felett (1968)
- Litauszky István: A szív szocialistája (1969)
- Tom Stoppard: Albert hídja (1969)
- Eötvös József: Magyarország 1514-ben (1970)
- Hubay Miklós: Magnificat (1970)
- Hegedűs Géza: Szemiramisz szerelme (1971)
- Darvas József: Elindult szeptemberben (1972)
- Magyar parnasszus: Emlékezés Zalka Mátéra (1972)
- Molière: Úrhatnám polgár (1973)
- James, Henry: Egy hölgy arcképe (1974)
- Petan, Zarko: A hasonmás (1974)
- Szabó Magda: Tündér Lala (1975)
- Zoltán Péter: A dárdavivő (1980)
- Móra Ferenc: A rab ember fiai (1984)
- Veroslav Rancic: Sikoly (1984)
- Walter Scott: A lammermoori nász (1985)
- Szakonyi Károly: Művirágok kertje (1993)

## Díjai, elismerései
- Jászai Mari-díj (1958, 1963)
- Érdemes művész (1983)
- Kiváló művész (1988)
- Déryné-díj (1999)